# میدوری، گونما
میدوری در استان گونما در کشور ژاپن واقع شده‌است  که دارای جمعیت ۵۱٬۹۶۴ نفر و مساحت ۲۰۸٫۲۳ کیلومتر مربع با تراکم جمعیت ۲۵۰  نفر در کیلومترمربع است و در تاریخ ۲۷ مارس ۲۰۰۶ به عنوان شهر شناخته شد.